# Alvarstyltfluga
Alvarstyltfluga (Scellus dolichocerus) är en tvåvingeart som beskrevs av Gerstaecker 1864. Alvarstyltfluga ingår i släktet Scellus och familjen styltflugor. Enligt den svenska rödlistan är arten nära hotad i Sverige. Arten förekommer på Öland. Arten har tidigare förekommit på Gotland men är numera lokalt utdöd. Artens livsmiljö är jordbrukslandskap. Inga underarter finns listade i Catalogue of Life.